# Forcepia bilabifera
Forcepia bilabifera är en svampdjursart som beskrevs av Burton 1935. Forcepia bilabifera ingår i släktet Forcepia och familjen Coelosphaeridae. Inga underarter finns listade i Catalogue of Life.